# Tre donne, il sesso e Platone
Tre donne, il sesso e Platone (Der Philosoph) è un film tedesco diretto da Rudolf Thome nel 1988.

## Trama
Georg, giovane scrittore e studioso di filosofia antica, noleggia un vestito alla vigilia della presentazione del suo primo saggio filosofico. Le tre donne che lavorano nel negozio ne rimangono affascinate e si recano all'evento.